# Spermacoce brittonii
Spermacoce brittonii är en måreväxtart som först beskrevs av Paul Carpenter Standley, och fick sitt nu gällande namn av Howard. Spermacoce brittonii ingår i släktet Spermacoce och familjen måreväxter.
Artens utbredningsområde är Bahamas. Inga underarter finns listade i Catalogue of Life.